# Okres (muzyka)
Okres – element formy muzycznej.
Okres składa się z dwóch zdań muzycznych. Pierwsze to poprzednik, drugie następnik. Poprzednik kończy się zawieszeniem melodii na dominancie, a następnik rozwiązuje napięcie toniką. Poprzednik (jak i następnik) dzieli się na dwie frazy, a fraza na dwa motywy. Rozróżniamy okres muzyczny mały (4+4 takty) i wielki (8+8 taktów), symetryczny (regularny) np. 4+4, 8+8 taktów oraz nieregularny np.3+4, 8+10 taktów. Następnik może być: odpowiadający (materiał muzyczny podobny do poprzednika, różni się najczęściej zakończeniem), uzupełniający (materiał muzyczny jest inny niż w poprzedniku), okrężny (materiał muzyczny poprzednika jest powtórzony w zakończeniu. Okres jest najmniejszą strukturą, z jakiej może być zbudowany utwór muzyczny (np. jednookresowa forma pieśni). O kompozycji opartej na okresach mówi się, że ma budowę okresową. Tego typu nazewnictwo wywodzi się z poglądów niemieckiego muzykologa Heinricha Christopha Kocha (publikowanych pod koniec XVIII w.) i jest adekwatne w stosunku do analizy utworów tonalnej muzyki klasycyzmu, romantyzmu oraz niektórych dzieł muzyki współczesnej.